# Jacques Neveu

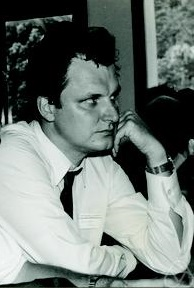
Jacques Neveu 1972

Jacques Neveu (* 14. November 1932 in Watermael-Boitsfort; † 17. Mai 2016 in Paris) war ein belgischer Mathematiker, der sich mit Stochastik befasste.
Neveu wurde 1955 an der Sorbonne bei Robert Fortet (1912–1998) promoviert (Etude des semi-groupes de Markoff). 1962 war er Chargé de Cours am Collège de France. Er lehrte an der Sorbonne und nach Aufteilung der Pariser Universität an der Universität Paris VI (Pierre et Marie Curie) am Labor für Wahrscheinlichkeitstheorie des Institut Mathématique de Jussieu. Er war Professor an der École polytechnique.
Er war Gastprofessor in Brüssel, Sao Paulo und Löwen.
Er befasste sich in der Wahrscheinlichkeitstheorie mit Markow-Prozessen und Markow-Ketten, Gauß-Prozessen, Martingalen, Ergodentheorie, Potentialtheorie, Verzweigungsprozessen, Zufallsbäumen (und damit verbunden Galton-Watson-Prozesse und Bäume, die er 1986 einführte), Punktmaßen, sowie mit Anwendungen (Informatik, Kombinatorik, statistische Physik) und Statistik. Er gründete die Gruppe Modélisation Aléatoire et Statistique (MAS) der Société de Mathématiques Appliquées et Industrielles (SMAI). Diese vergibt seit 2008 einen Preis für französische Promotionen in Stochastik der nach Neveu benannt ist.
1977 war er Präsident der Société Mathématique de France. Er war Fellow der American Mathematical Society.
Zu seinen Doktoranden zählen die Professoren Daniel Revuz, Alain-Sol Sznitman, François Ledrappier, Nicole El Karoui, Pierre Priouret, Jean Jacod und Robert Azencott. Er war wesentlich an der Etablierung eines Forschungsschwerpunkts Wahrscheinlichkeitstheorie in Paris in der Nachkriegszeit beteiligt (in Zusammenwirken mit dem in Straßburg wirkenden Paul-André Meyer).

## Schriften
- Théorie des semi-groups de Markov, University of California Press 1958 (und Gauthier-Villars 1958)
- Bases mathématiques du calcul des probabilités, Masson 1964, 1970
  - Englische Übersetzung:  Mathematical foundations of the calculus of probability, Holden-Day 1965
- Processus aléatoires gaussiens, Montréal: Presses de l'Université de Montréal, 1968
- Martingales à temps discret, Masson 1972
- Cours de probabilités, École Polytechnique, 1970, 1978
- Introduction aux processus aléatoires,  École Polytechnique 1985
- Arbres et processus de Galton-Watson, Annales de l'Institut Henri Poincaré, Reihe B, Band 22, 1986, S. 199–207